# Pavel Černý (1985)
Pavel Černý (* 28. ledna 1985 Hradec Králové) je český profesionální fotbalista, který hraje na pozici útočníka za český klub MFK Chrudim, kde je na hostování z Pardubic.
Mimo Česko působil na klubové úrovni v Kazachstánu.

## Klubová kariéra

### FC Hradec Králové
Svou fotbalovou kariéru začal v klubu FC Hradec Králové. 10. května 2002 nastoupil v domácím ligovém utkání proti FK Chmel Blšany při posledním ligovém zápase svého otce (remíza 1:1), byl to zároveň jeho debut v 1. české fotbalové lize. Na jaře 2009 hostoval v FK Jablonec. V sezóně 2009/10 byl se 14 góly společně s Karlem Kroupou a kamerunským Danim Chigou nejlepším střelcem druhé ligy. V ročníku 2009/10 postoupil s "Votroky" do 1. ligy. 

### FK Jablonec (hostování)
V zimním přestupovém období ročníku 2008/09 odešel na hostování do Baumitu Jablonec. V Jablonci debutoval v 1. lize ve 20. kole hraném 15. 3. 2009 proti SK Slavia Praha (prohra 1:2), když v 82. minutě vystřídal na hrací ploše Jiřího Valentu. Svůj první gól v dresu Jablonce a zároveň v nejvyšší soutěži vstřelil ve 22. kole proti SK Dynamo České Budějovice, na hřiště přišel v 71. minutě a o jedenáct minut později vsítil gól na konečných 2:0. Celkem za mužstvo odehrál osm ligových střetnutí.

### FK Akžajyk
1. července 2012 odešel do Kazachstánu, do klubu z Premjer Ligasy FK Akžajyk. V klubu se setkal s Jakubem Chlebounem, se kterým působil i v Hradci. V ročníku 2013 (v Kazachstánu se hraje systémem jaro-podzim) sestoupil s Akžajykem do Birinši Ligasy. Celkem za mužstvo odehrál 45 ligových utkání, ve kterých vstřelil osm branek.

### Ordabasy Šymkent
Následně zamířil do jiného klubu z Kazachstánu, konkrétně do Ordabasu Šymkent hrajícího nejvyšší soutěž. Do celku přestoupil v lednu 2014. Během půl roku za klub odehrál osm zápasů v lize, gól nedal.

### FC Hradec Králové (návrat)
Před sezonou 2014/15 se po dvou a půl letech vrátil do Hradce Králové. V mužstvu se opět sešel s Jakubem Chlebounem.

#### Sezona 2014/15
Svoji obnovenou premiéru v 1. české lize si v dresu FC Hradce Králové odbyl 26. července 2014 v utkání 1. kola proti FK Teplice (remíza 1:1), odehrál 68 minut. Za klub nastoupil v ročníku 21 ligovým střetnutím. V sezoně 2014/15 klub sestoupil do 2. české fotbalové ligy.

#### Sezona 2015/16
V červnu 2015 uzavřel s Hradcem novou smlouvu. Svoji první branku po návratu do týmu Votroků vstřelil 1. listopadu 2015 v ligovém utkání 13. kola proti Fotbal Třinec, klub v zápase zvítězil 5:0. Podruhé v ročníku se prosadil 14. května 2016 v druhém zápase proti Třinci, když dal v 52. minutě jedinou vítěznou branku utkání. Následně se prosadil v následujícím 8. kole hraném 17. 5. 2016, kdy jeho mužstvo porazilo celek FK Baník Sokolov 2:0 a tým díky prohře klubu 1. SC Znojmo, které bylo v tabulce na třetí pozici, s FC Sellier & Bellot Vlašim postoupil zpět do nejvyšší soutěže. Celkem v ročníku odehrál 20 utkání v lize.

#### Sezona 2016/17
Před ročníkem 2016/17 byl spoluhráči zvolen kapitánem mužstva. V této funkci nahradil Pavla Krmaše, který v létě 2016 ukončil svoji hráčskou kariéru. Poprvé v sezoně dal gól v zápase nováčků hraném 30. 10. 2016 ve 12. kole proti MFK Karviná (prohra 3:4), prosadil se v 53. minutě, kdy snižoval na 1:2.

### FK Pardubice
V červnu 2017 se dohodl na přestupu z FC Hradec Králové do klubu FK Pardubice. Svůj první gól v červenobílém vstřelil 14. srpna 2017 právě proti FC Hradec Králové. V klubu si vybudoval silnou pozici a v první sezóně s ním skončil na třetím místě. Po slabší druhé sezóně si v soutěžním ročníku 2019/20 společně s Pardubicemi vybojoval historický postup do FORTUNA:LIGY.

## Osobní život
Jeho dědeček Jiří Černý získal s Hradcem Králové v roce 1960 ligový titul. Je synem bývalého fotbalového reprezentanta Pavla Černého. Jeho bratr Jiří a bratranec Filip Zorvan jsou také fotbalisté.